# Arte erótica

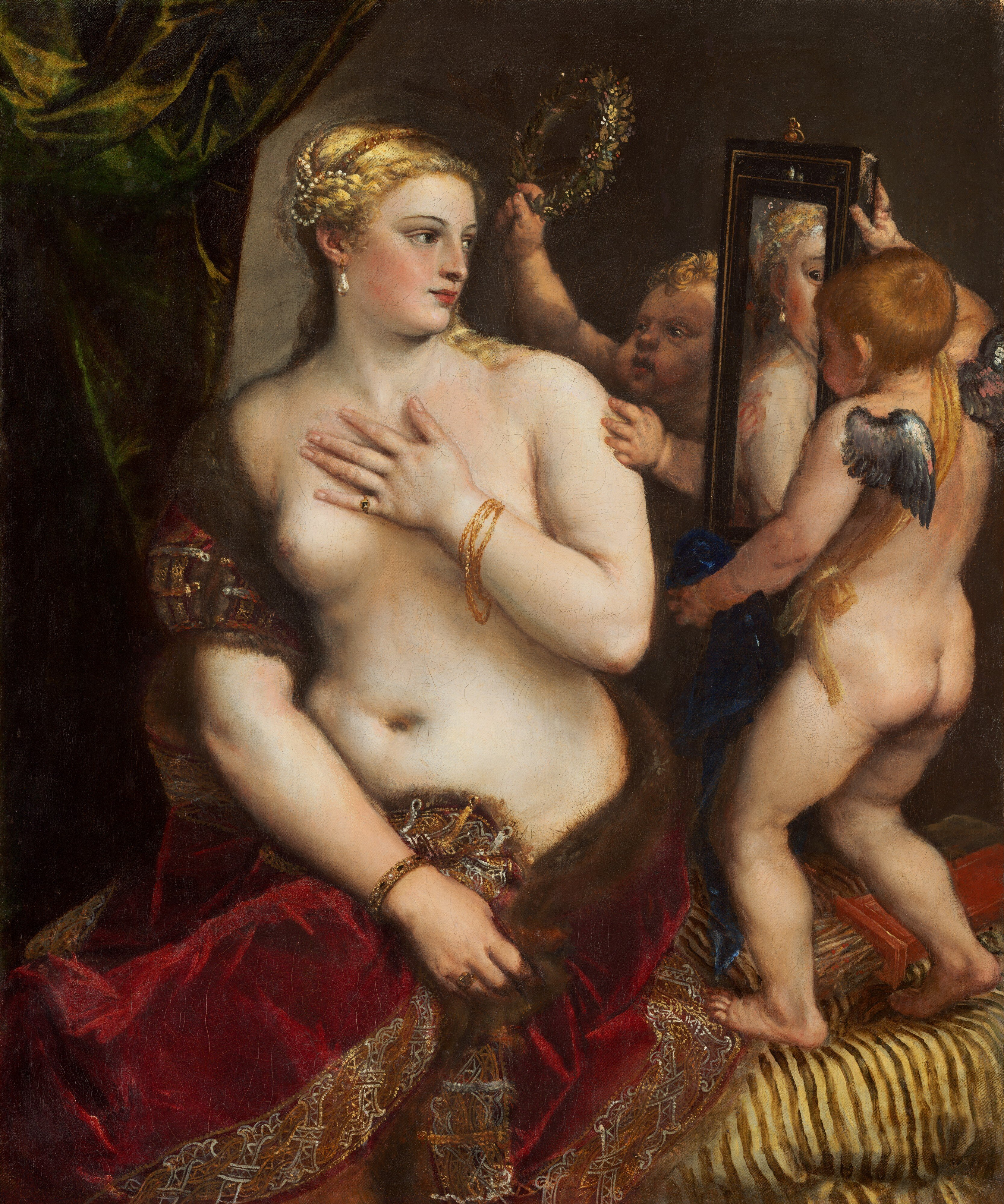
Afrodite ao espelho, de Tiziano

A arte erótica é o termo que reúne qualquer manifestação artística destinada a evocar o erótico ou descreve cenas de sexualidade humana. Inclui pinturas, gravuras, desenhos, esculturas,  fotos, músicas e literatura.

## Conceito
Edward Lucie-Smith lista quatro característica para definir a arte erótica: hedonista, com sentimento de culpa, critica audaciosamente a sociedade e transgressiva por mera transgressão, Lucie-Smith enfatiza que "devem combinar ao menos dois desses quatro efeitos".

## Histórico
Entre os exemplos mais antigos sobreviventes da representações eróticas são pinturas rupestres paleolíticas e esculturas, mas muitas culturas têm criado arte erótica. Os gregos antigos pintaram cenas sexuais em suas cerâmicas, muitos deles famosos por serem algumas das primeiras representações de relações do mesmo sexo e pederastia, e há inúmeras pinturas de sexo explícito nas paredes de edifícios romanos em ruínas em Pompeia. Os Moche do Peru são outros povos antigos que esculpiram cenas explícitas de sexo em sua cerâmica.
Além disso, há uma longa tradição de pintura erótica nas culturas orientais, no Japão, por exemplo, o estilo shunga apareceu no século XIII e continuou a crescer em popularidade até ao final do século XIX, quando a fotografia foi inventada.Da mesma forma, a arte erótica de China atingiu o seu pico popular durante a última parte do Dinastia Ming.
Em Índia, o famoso Kama Sutra é um antigo manual de sexo que ainda é popularmente lido todo o mundo.
Os primeiros registos da arte erótica remontam a pré-história, com reproduções da vida quotidiana representadas pelo homem nas cavernas. Inicialmente assistia-se a gravuras que descreviam os animais no seu habitat natural procurando acasalar, posteriormente foi introduzida a silhueta humana e o elemento da criação.
No Paleolítico encontram-se as primeiras representações do feminino, tendo sido as primeiras descobertas na Europa. Tratavam-se essencialmente de imagens esculpidas na pedra, representando uma mulher de seios grandes abdómen proeminente enquanto símbolo da gravidez e fertilidade.
Na maioria, estas esculturas encontradas no período da pré-historia, mais do que o elemento erótico, tinham enfoque nos objectivos de sobrevivência, tais como a caça, agricultura, animais ou pastoreio.
Avançando no tempo, encontramos a trocar do enfoque na sobrevivência através da procura de alimento, para a sobrevivência através da reprodução da espécie, com as representações a caminharem para uma definição maior do ser humano, do feminino e ostentando símbolos de fertilidade.
Na Grécia, Roma, Egipto e Índia, há uma clara orientação para o belo. Procuram representar o corpo perfeito, atraente e a exaltação do erótico e sexual, na maioria em ambientes propícios a pratica sexual.
As posturas das imagens representadas submetem o observador a ideia de carinho, desejo e coito através de uma representação explicita da ideia.
Por sua vez, os símbolos fálicos, associam-se a fertilidade, família numerosa e consequentemente poder e protecção.
Nesta altura o erotismos floresce e os artistas alimentam as suas criações, cada vez mais explicitas, como representações claras de desejo e coito.
Um dos expoentes máximos da arte erótica é a literatura que passou a conferir o poder do leitor desejar e sonhar com o erotismo e até mesmo descobrir o seu próprio sentido sexual e erótico.
Encontramos textos eróticos nas obras de Fernando Pessoa [carece de fontes?], Florbela Espanca, Bocage, Aristófanes, Ovídio, Júlio Ribeiro, Marquês de Sade etc.
Também na música se encontra expressões de erotismo, principalmente através da dança.

## Galeria

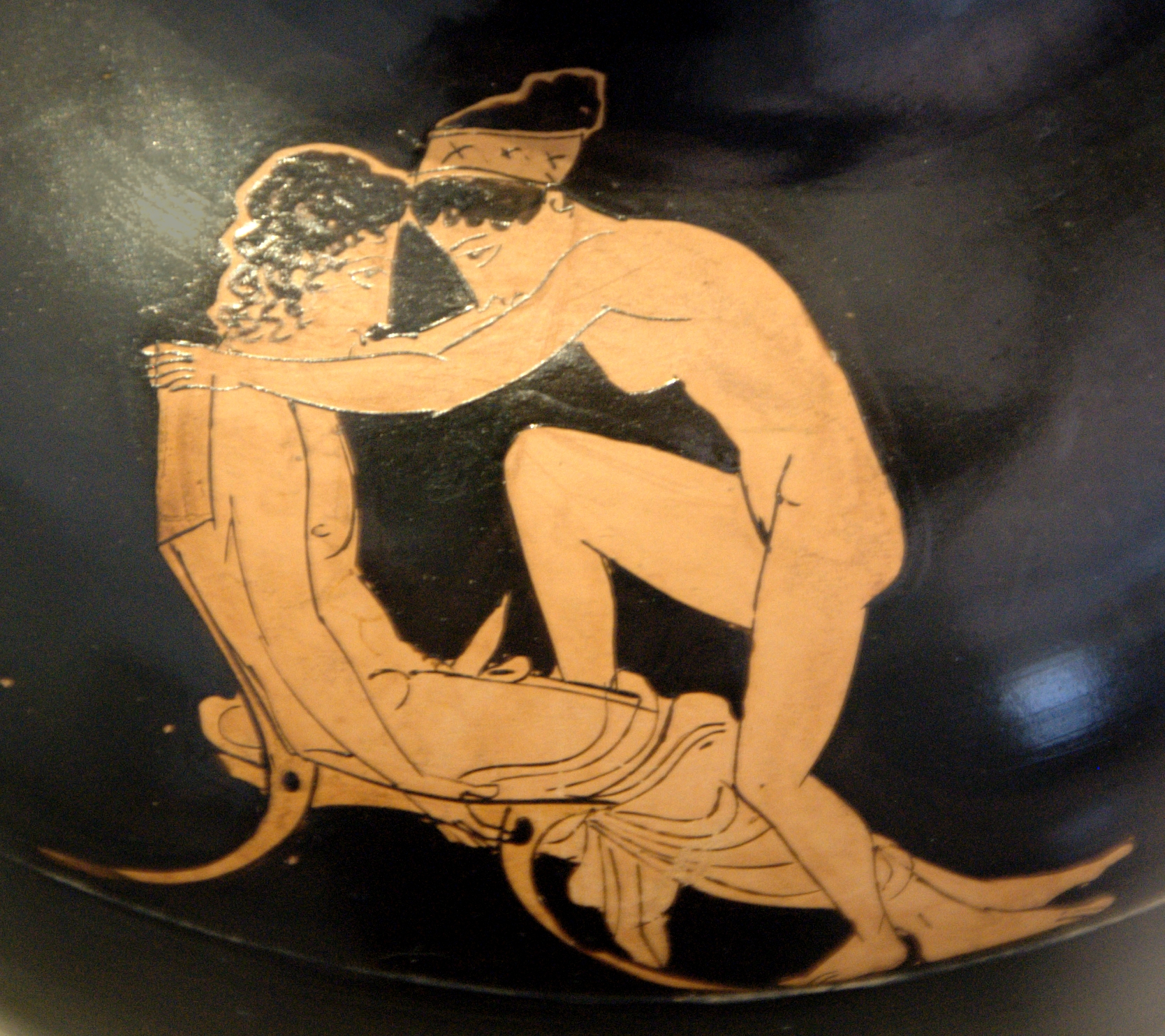
A pintura Oinochoe, c. 430-420 BC
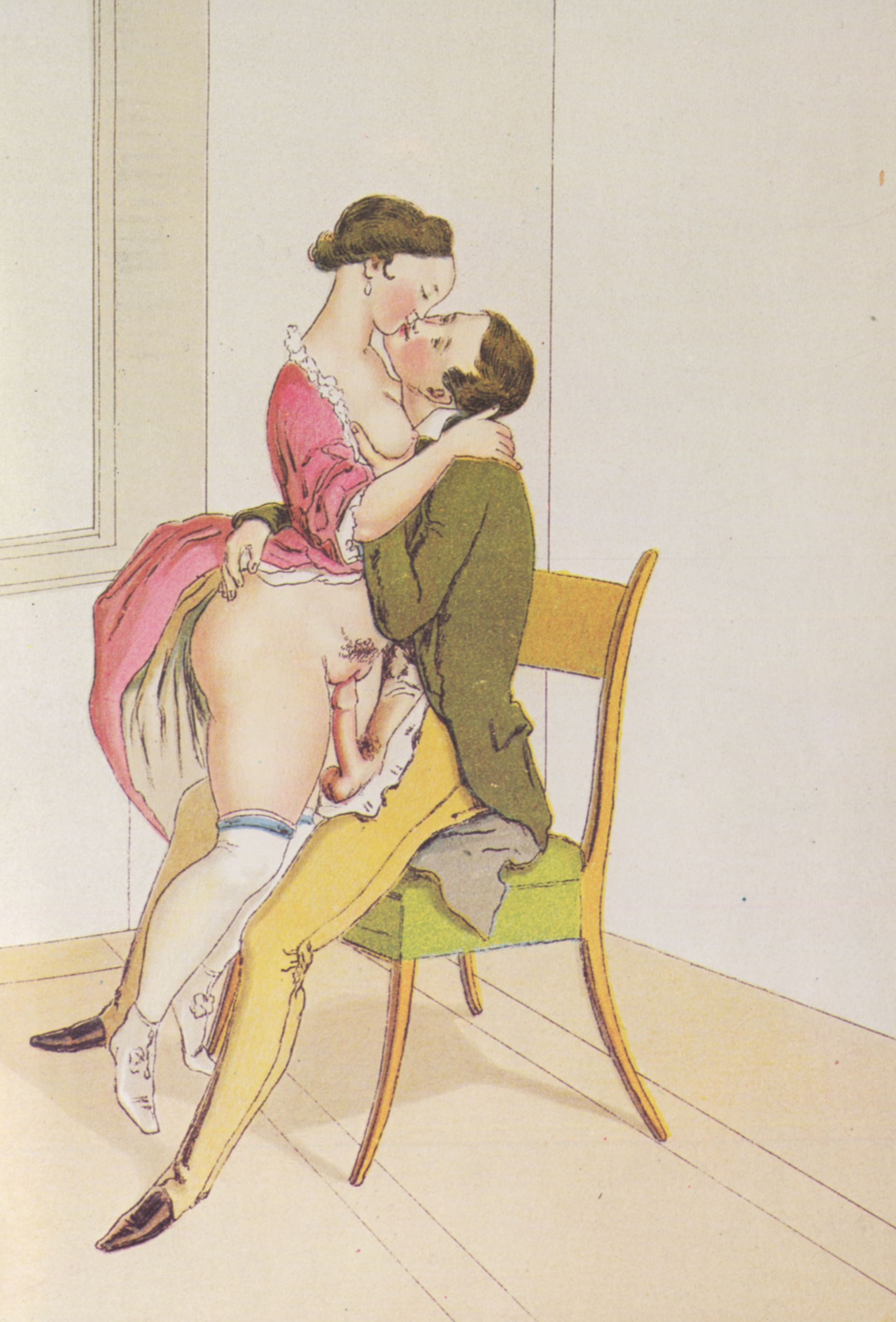
Arte erótica de Peter Fendi
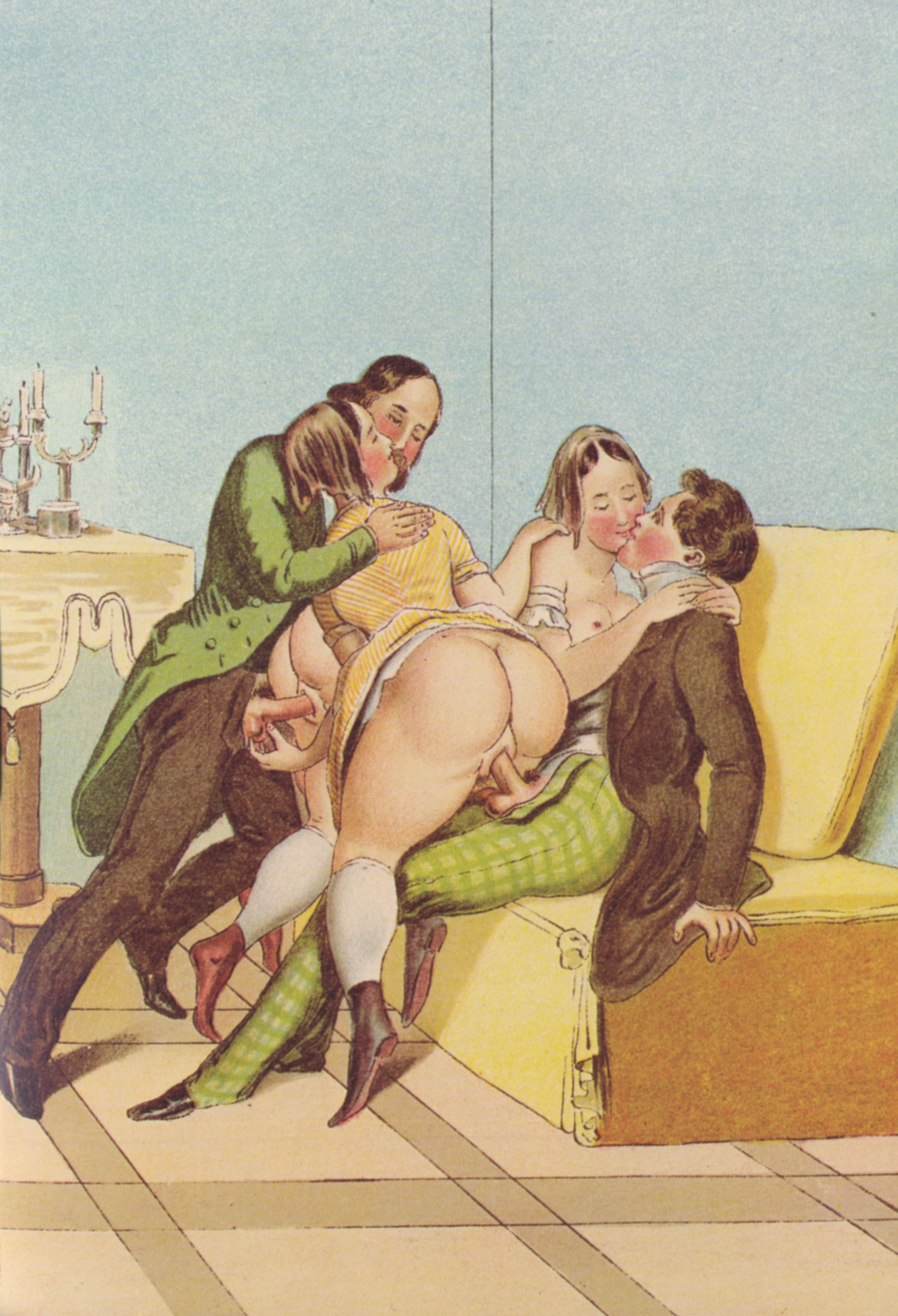
Erotic art by Peter Fendi
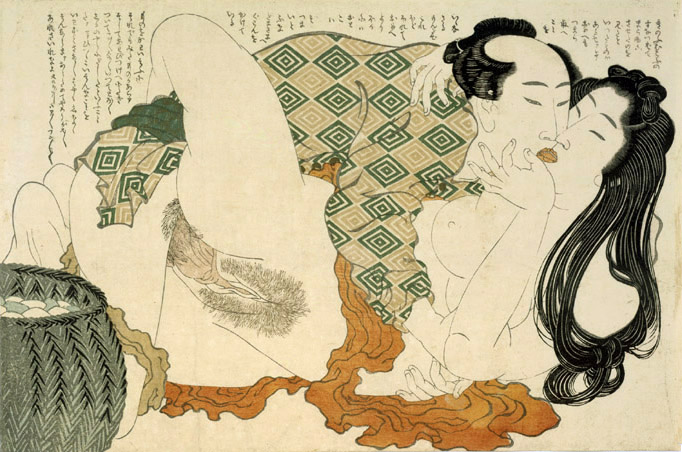
Hokusai, The Adonis Plant (Fukujusô), 1815.
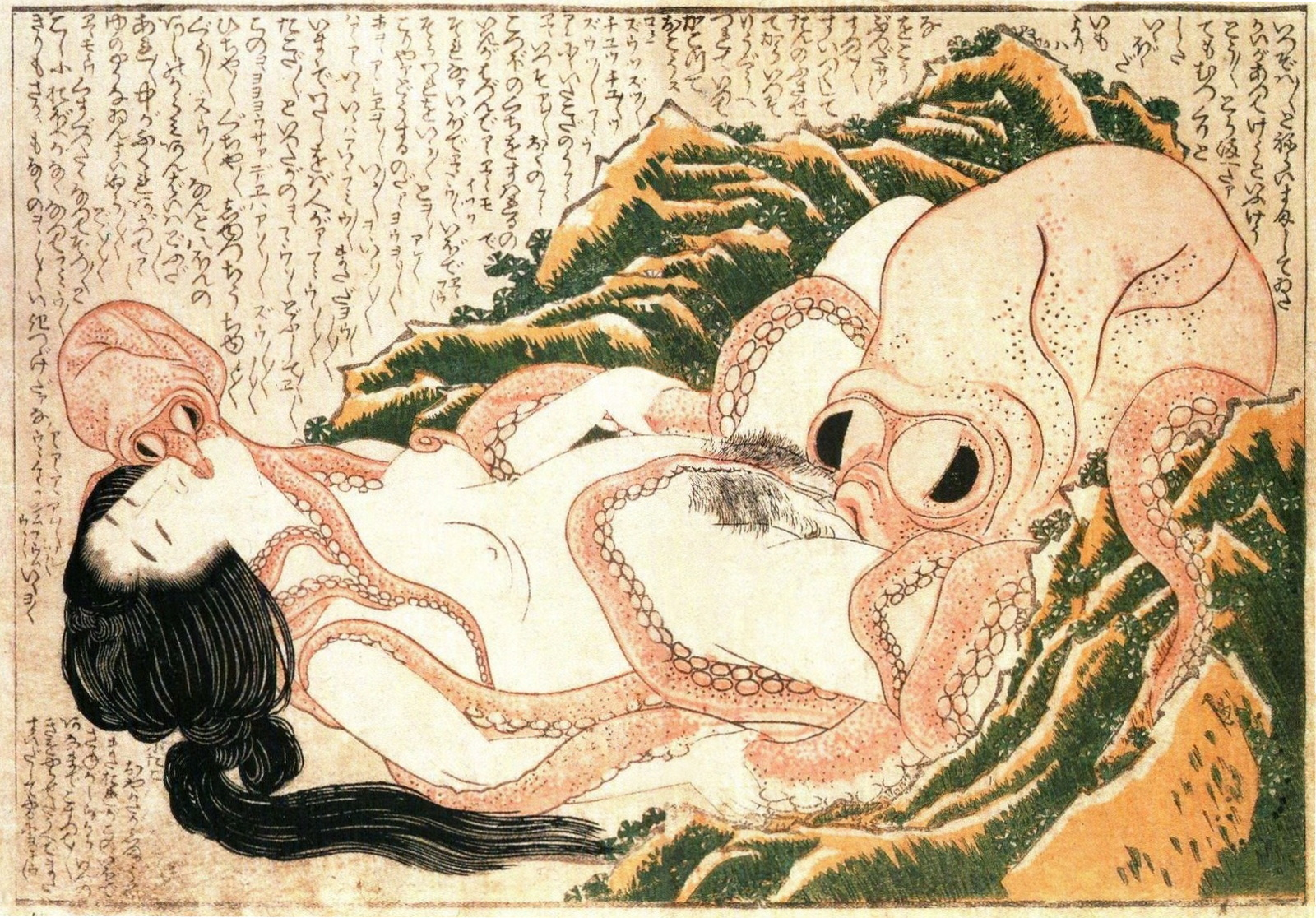
Hokusai, O Sonho da Mulher do Pescador, c. 1820.
Gustave Courbet, L'Origine du monde, 1866.
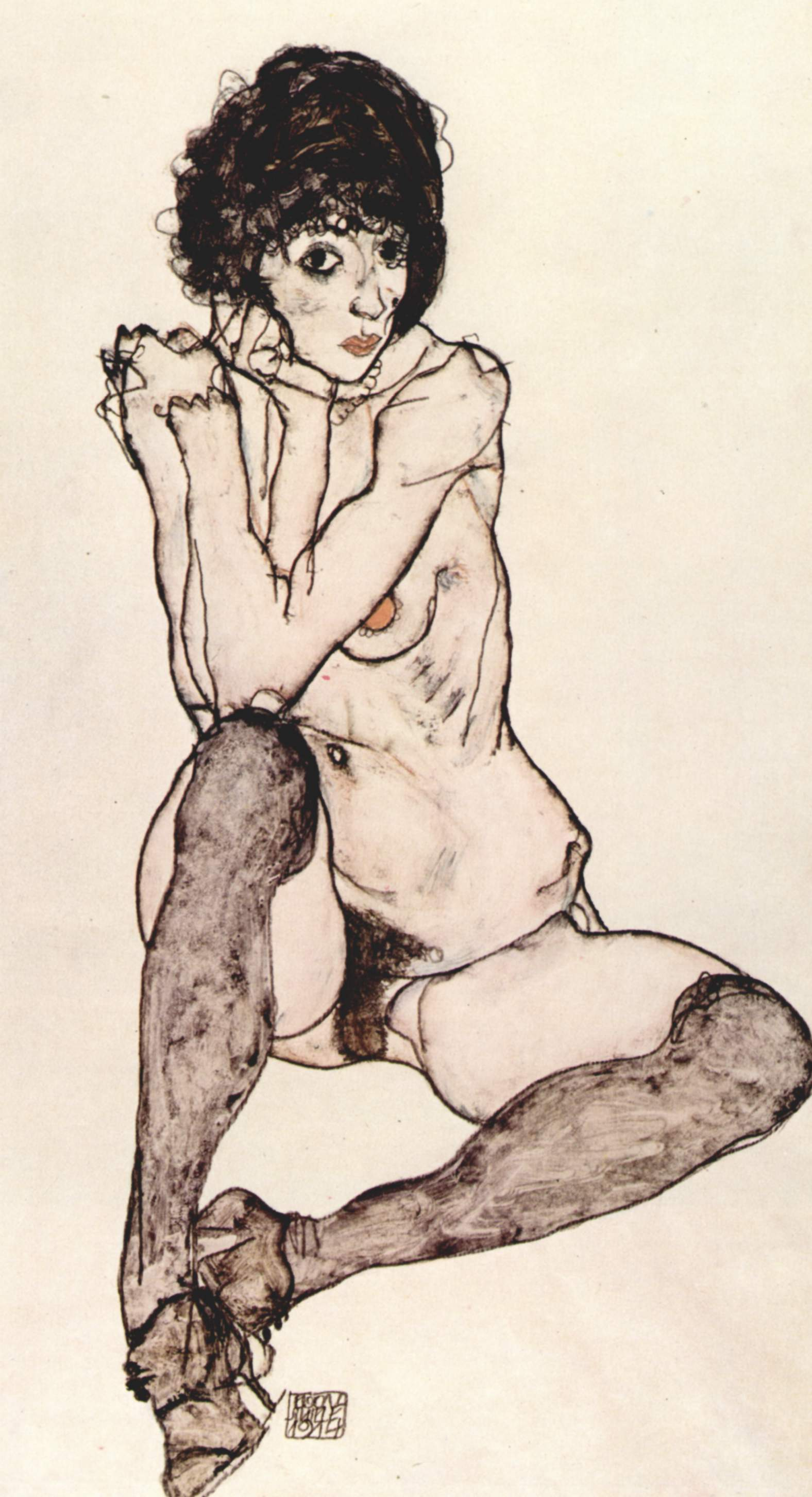
Egon Schiele, untitled nude, 1914.
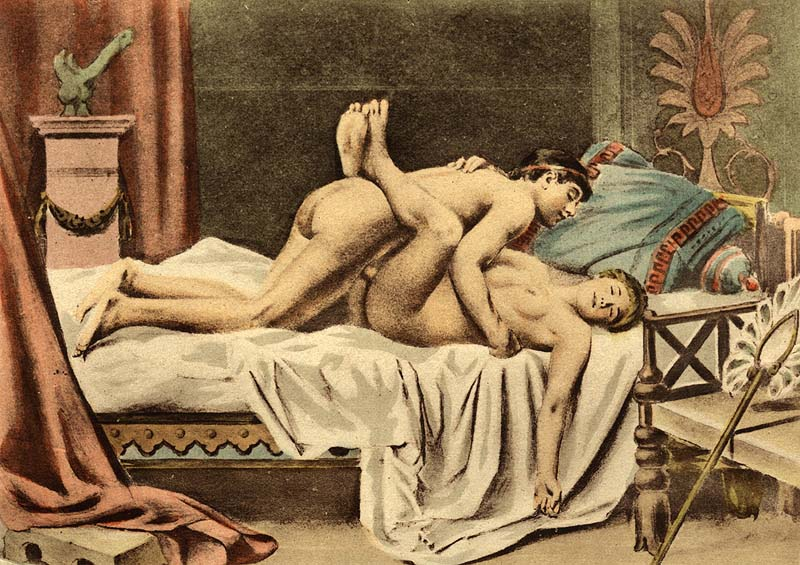
Arte erótica de Édouard-Henri Avril.
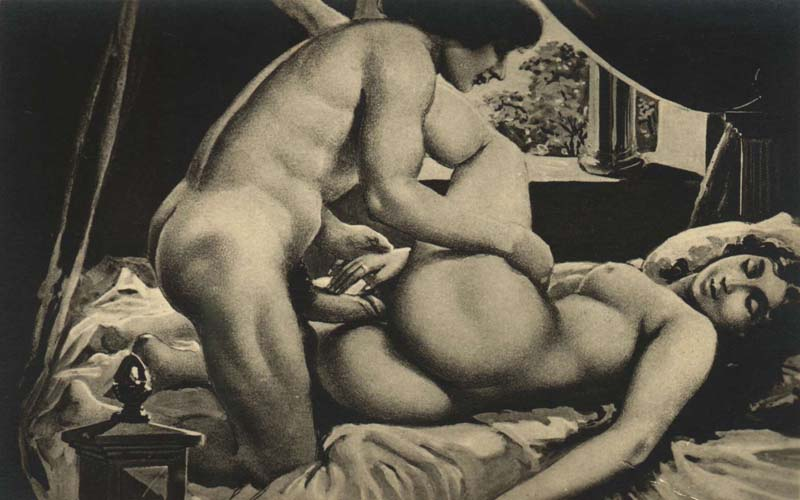
Arte erótica de Paul Avril
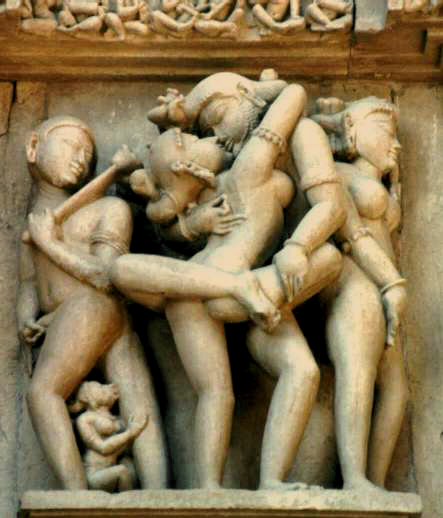
Detalhes de esculturas eróticas no Conjunto de Templos de Khajuraho.